# Victor Johnson
Victor Louis Johnson, född 10 maj 1883 i Aston, död 23 juni 1951 i Sutton Coldfield, var en brittisk tävlingscyklist.
Johnson blev olympisk guldmedaljör på 660 yards vid sommarspelen 1908 i London.